# Pallamano Conversano 2021-2022

## Mercato
| Acquisti | Acquisti              | Acquisti        | Acquisti   | Acquisti |
| R.a      | Nome                  | da              | Modalità   | Note     |
| -------- | --------------------- | --------------- | ---------- | -------- |
| TS       | Alessio Moretti       | Cassano Magnago | definitivo | [ 1 ]    |
| C        | Sedžad Abdurahmanović | Krivanja        | definitivo | [ 2 ]    |
| C        | Massimiliano Possamai | Cassano Magnago | definitivo | [ 3 ]    |
| AD       | Gabriele Saitta       | Cassano Magnago | definitivo | [ 4 ]    |

| Cessioni | Cessioni       | Cessioni         | Cessioni   | Cessioni |
| R.       | Nome           | a                | Modalità   |          |
| -------- | -------------- | ---------------- | ---------- | -------- |
| TS       | Arnad Hamzić   | Brixen           | definitivo |          |
| C        | Giovanni Rosso | Albatro Siracusa | definitivo |          |

## Rosa 2021-2022

### Giocatori
| N° | Naz.                            | Ruolo | Sportivo                   | Anno | Alt. | Peso |
| -- | ------------------------------- | ----- | -------------------------- | ---- | ---- | ---- |
| 1  | Italia (bandiera)               | P     | Pasquale Di Caro           | 2000 | 185  | 90   |
| 12 | Italia (bandiera)               | P     | Pasqualino Di Giandomenico | 1994 | 192  | 105  |
| 2  | Italia (bandiera)               | T     | Alessio Moretti            | 1994 | 190  | 90   |
| 3  | Italia (bandiera)               | A     | Cosimo Carone              | 1997 | 174  | 74   |
| 6  | Italia (bandiera)               | PV    | Gianpaolo Sciorsci         | 2000 | 194  | 90   |
| 8  | Italia (bandiera)               | PV    | Umberto Giannoccaro        | 1988 | 189  | 104  |
| 10 | Italia (bandiera)               | C     | Ignazio Degiorgio          | 1999 | 182  | 76   |
| 14 | Italia (bandiera)               | A     | Giuseppe D'Aloia           | 2005 | 174  | 64   |
| 17 | Svezia (bandiera)               | T     | Jacob Leif Nelson          | 1988 | 190  | 88   |
| 19 | Italia (bandiera)               | T     | Massimiliano Possamai      | 2001 | 189  | 89   |
| 21 | Italia (bandiera)               | A     | Ass Diop Faty              | 2001 | 192  | 78   |
| 23 | Argentina (bandiera)            | A     | Gian Valentino Rossetto    | 1996 | 180  | 78   |
| 29 | Italia (bandiera)               | A     | Gabriele Saitta            | 1998 | 182  | 72   |
| 32 | Italia (bandiera)               | PV    | Maurizio Pignataro         | 2004 | 180  | 90   |
| 33 | Italia (bandiera)               | T     | Jacopo Lupo                | 1995 | 190  | 98   |
| 39 | Bosnia ed Erzegovina (bandiera) | C     | Sedžad Abdurahmanović      | 1994 | 190  | 93   |
| 52 | Italia (bandiera)               | A     | Demis Radovčić             | 1988 | 182  | 86   |

### Staff Tecnico-Medico
- Allenatore:  Alessandro Tarafino
- Vice Allenatore:  Giuseppe Fanelli
- Allenatore Portieri:  Leonardo Lopasso
- Preparatore Atletico:  Patrizio Pacifico
- Fisioterapista:  Michele Angelo Renna